# Praia dos Açores
Praia dos Açores es una playa de Brasil en la ciudad de Florianópolis, estado de Santa Catarina. Su nombre le viene de sus antiguos moradores locales, colonizadores açorianos.
Se encuentra a unos 30 km del centro, en medio de las playas de solidão e do Pântano do Sul.
El acceso es posible a través de una avenida asfaltada. La playa dispone de aparcamiento cerca y tiene un centro residencial, que se encuentra a unos 2 km del Pântano do Sul, donde se encuentra el puerto de la villa de pescadores.
La playa tiene algunos senderos naturales a través de la Mata Atlántica. Desde la playa, una faja de arena clara, se puede ver las Islas Tres hermanas y Moleques do Sul.